# West of Sonora
West of Sonora è un film del 1948 diretto da Ray Nazarro.
È un western statunitense con Charles Starrett, Steve Darrell e George Chesebro. Fa parte della serie di film western della Columbia incentrati sul personaggio di Durango Kid.

## Produzione
Il film, diretto da Ray Nazarro su una sceneggiatura di Barry Shipman, fu prodotto da Colbert Clark per la Columbia Pictures e girato dal 19 al 26 settembre 1947.

## Distribuzione
Il film fu distribuito negli Stati Uniti dal 25 marzo 1948 al cinema dalla Columbia Pictures. È stato distribuito anche in Brasile con il titolo Gancho de Aço.

## Promozione
Le tagline sono:
- Double-Barreled EXCITEMENT !
- STALKING A DREADED "HOOK" KILLER !
- BOOMING...WITH BATTLE AND BALLAD!
- BLAZING GUNS AND RHYTHM!
- ACTION!
- HOTTEST WESTERN TEAM OF ALL!